# 田中保

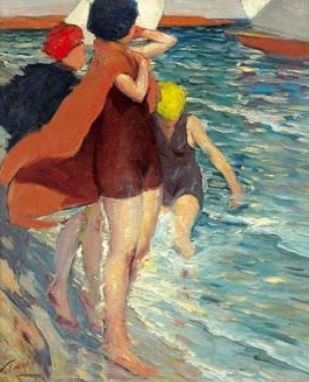
「水浴びする女性」 (1930)

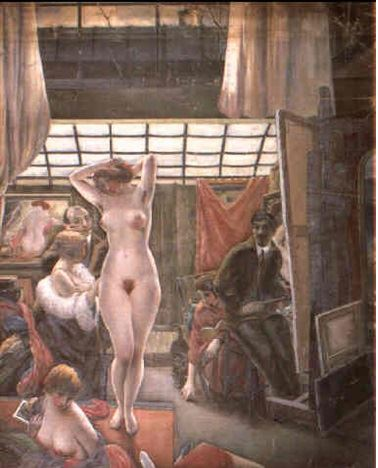
「スタジオの画家」(1925)

田中 保（たなか やすし、1886年5月13日 - 1941年4月24日）は、日本の美術家。埼玉県南埼玉郡岩槻町（現・さいたま市）出身。浦和画家の一人で、海外で活躍したエコール・ド・パリの画家で、パリの画壇でサロンを中心に豊満で官能的な裸婦像を発表し、「裸婦のタナカ」として賞賛を浴びた。日本に一度も帰国することなく第二次世界大戦中のパリにおいて客死したため、その生涯はほとんど知られていなかったが、次第にその業績が知られるところになり、近年評価と関心が高まってきている。

## 経歴
旧岩槻藩士の金融業を営む収・きよの四男として生まれる。1902年父収の死によって一家は破産し、離散状態になる。1904年埼玉県立第一中学校（現・埼玉県立浦和高等学校）卒業後、単身渡米しシアトルへ渡る。その後皿洗いやピーナッツ売りなどで生計をたてる暮しのなかで、次第に画家の道を志すようになり独学で絵画の勉強を始める。1912年頃、アカデミックな傾向のオランダ人画家フォッコ・タダマの画塾に入学し、素描や油彩を学ぶ。洋画家清水登之及び野村賢次郎もここで学んでいる。
1915年シアトル市公立図書館展示室で初めての個展を開く。この頃タダマの画塾で指導するかたわら、自らも画塾を開く。同年アメリカ合衆国代表としてパナマ・サンフランシスコ万国博覧会に《マドロナの影》を出品する。1917年個展で発表した裸婦を描いた作品が風紀上好ましくないという理由から撤退勧告を受けるが、抗議文を発表して信念を貫く。個展は大評判となり、一日に千人も押し寄せる。同年判事の娘であり、詩人及び美術評論家で活躍しているアメリカ人ルイーズ・カンと結婚。1919年北西画家展で出品した《秋の小川》が2等賞を獲得するなどアメリカで画家として成功する。
1920年更なる高みを求めて美術の中心地フランス・パリに約100点の作品を携えて移住する。その後、画塾を開きながら個展の開催やサロン・ドートンヌ、サロン・デ・ザンデパンダン、サロン・デ・ナショナル、サロン・デ・チュイルリーなどの展覧会に出品する。1921年《銅の花器》、1922年《夜のセーヌ》がフランス政府に買い上げられる。1924年渡仏中の東久邇宮、朝香宮及び同妃夫妻が個展の出品作品の中から8点を購入する。同年リュクサンブール美術館に《渓流にて》が買い上げられジュ・ド・ポーム（印象派美術館）に展示されるなどパリでも画家としての地位を築く。1927年サロン・ドートンヌ、1929年には、サロン・デ・ナショナルの会員となる。
1939年第二次世界大戦が勃発し、日本人のほとんどが帰国する中パリに留まり、戦火を避けながら、定期的に作品の発表を続ける。1941年ドイツ軍占領下のパリで病没する。遺髪は、夫人によって岩槻に届けられ菩提寺である芳林寺に埋葬される。1946年パリのL・マルセイユ画廊にて遺作展が開催される。
この後、田中の作品群は夫人に愛蔵され、人目に触れることもなく終生愛される。夫人の死後、その遺産が売却されることになり、改めて田中の作品が世に出る。たまたまニューヨークの画商がフランスの地方を旅行中、ある画廊で田中の作品群に眼をとめ感動し、蒐集する。田中の没後35年を経過した1976年、東京・伊勢丹で「田中保展」が開催され、夫人の遺産から蒐集した主な遺作34点が祖国日本で初公開される。
作品の多くは出身地である埼玉県立近代美術館及びサトエ記念21世紀美術館にコレクションされている。近年他の美術館でも田中保のコレクションが徐々に増えている。2022年にはその埼玉近代で大規模な回顧展が開催された。しかし、その一方で同年にサトエが閉館となり、現在の所在は不明である。

## 主な作品
- 「木立の中の赤い屋根」（1913年）（栃木県立美術館）
- 「マドロナの影」（1915年）（うらわ美術館）
- 「キュビストA」（1915年）（埼玉県立近代美術館）
- 「東洋の少女（しとやかなナイチンゲール）」（1918年頃）（埼玉県立近代美術館）
- 「ルイズ・カンの肖像」（1919年頃）（ウッドワン美術館）
- 「セーヌの宵」（1920年）（静岡県立美術館）
- 「海と人影」（1917～20年頃）（サトエ記念21世紀美術館）
- 「後ろむきの裸婦」（1923年）（国立西洋美術館） 松方コレクション
- 「裸婦」（1924年）（埼玉県立近代美術館）
- 「ソリタ・ソラノの肖像」（1927年）（名古屋市美術館）サロン・デ・ナショナル出品作品
- 「夢をみる裸婦」（1930年）（池田20世紀美術館）
- 「黒いドレスの腰かけている女」（1920～30年頃）（埼玉県立近代美術館）
- 「金髪の裸婦」（1920～30年頃）（目黒区美術館）
- 「自室にいる裸婦」（1920～40年頃）（サトエ記念21世紀美術館）
- 「裸婦」（1920～40年頃）（棟方志功アートステーション）
- 「裸婦」（年代不詳）（松下美術館）
- 「キャベツ」（年代不詳）（かがみの近代美術館）

## 交友関係
- 小説家のアーネスト・ヘミングウェイ、ジェイムス・ジョイス、詩人のエズラ・パウンドらと親交があった。

## エピソード
- 《キュビストA》（1915年）の裏には、未来の結婚相手になるルイーズ・カンへの愛の書き込みがある。
- 1925年及び1930年に東京での個展開催を希望したが、諸般の事情で実現するに至らなかった。
- 《裸婦》（1924年）は、渡仏中の朝香宮が買い上げた作品と伝えられている。
- 親交があった日本人画家は平賀亀祐で、藤田嗣治とは面識があったが、挨拶程度の付き合いでしかなかった。
- 国立西洋美術館所蔵の松方コレクションに“TANAKA”と署名のある《後ろむきの裸婦》があり、画家田中万吉の作品とされていたが、日本初の個展後に田中保の作品であることが判明したほど日本での知名度は皆無に等しかった。
- 新聞の批評では、「いわゆるジャポネズリーではなく、日本人として繊細で鋭敏な感覚とヨーロッパの手法が見事に調和している」（ジュルナル・デ・バ）とされた。
- 風貌が、チャールズ・チャップリンに似ていることから、モンパルナスのカフェテラスに座っていると、しばしば間違えられた。また夫人はC.Cと読んでいた。
- さいたま市岩槻区役所は、田中保の作品《月光》を購入し、収蔵している。
- 1924年10月に第五回帝展に《青春》を送るが落選する。
- 夫人のルイーズ・カンは、岡鹿之助と親交がある。

### 評伝
- 「タナカ・ヤスシ万華鏡」、井上禎治、2000年、ギャラリー本郷
- 「知られざる裸婦の巨匠 田中保」、浜靖史、2007年、新風舎
- 「知られざる裸婦の巨匠 田中保 改訂版」、浜靖史、2009年、文芸社

### 展覧会カタログ
- 「田中保展」、1976年、東京伊勢丹新宿店
- 「田中保展」、1977年、埼玉会館郷土資料室
- 「祖国に蘇る幻の巨匠・田中保展」、1981年、東急百貨店 日本橋店
- 「ラプソディ・イン・パリ－田中保をめぐる画家たち－」、1988年、埼玉県立近代美術館、ナビオ・ギャラリー（梅田）、川越市市民会館
- 「裸婦の画家 タナカ・ヤスシ」、1997年、愛媛県立美術館
- 「画家タナカ・ヤスシ シアトルとパリにかけた夢」、1997年、埼玉県立近代美術館
- 「田中保(1886-1941）展～戦前のアメリカとフランスで活躍した知られざる巨匠～」、2002年、サトエ記念21世紀美術館
- 「田中保展－二十世紀初頭の欧米に挑戦した画家－」、2008年、サトエ記念21世紀美術館

### 美術全集
- 「名画と出合う美術館 第5巻 エコール・ド・パリの群像」 小学館　1992年2月

### 逐次刊行物
- 「忘れられていた裸婦画家 田中保」、瀬木慎一、芸術生活 第324号 1976年8月号
- 「忘れられてい画家田中保発掘その後譚」、林紀一郎、芸術生活 第333号 1977年5月号
- 「パリの屋根の下で」、眞桐耕一、④移動祝祭日・田中保 シアトル時代から渡仏直後の頃まで、月刊美術 第398号 2008年11月号
- 「パリの屋根の下で」、眞桐耕一、⑤田中保のモデル、緑色の瞳のフラッパー、ソリタ・ソラノ、月刊美術 第399号 2008年12月号